# Список послов России в Гондурасе
В статье представлен список послов России в Гондурасе.
- 30 сентября 1990 года — установлены дипломатические отношения. Со стороны России осуществляются через посольство в Никарагуа.

## Список послов
| Срок полномочий                    | Посол                          | Годы жизни | Вручение верительных грамот | Комментарии         |
| ---------------------------------- | ------------------------------ | ---------- | --------------------------- | ------------------- |
| СССР                               |                                |            |                             |                     |
| 15 февраля — 25 декабря 1991       | Евгений Михайлович Астахов     | 1937—      |                             | По совместительству |
| Российская Федерация               |                                |            |                             |                     |
| 25 декабря 1991 — 24 октября 1995  | Евгений Михайлович Астахов     | 1937—      |                             | По совместительству |
| 24 октября 1995 — 9 марта 1999     | Андрей Викторович Дмитриев     | 1941—2013  |                             | По совместительству |
| 9 марта 1999 — 11 октября 2001     | Анатолий Петрович Кузнецов     | 1943—2015  |                             | По совместительству |
| 4 февраля 2002 — 10 октября 2005   | Игорь Дмитриевич Дьяконов      | 1950—2005  |                             | По совместительству |
| 10 октября 2005 — 4 октября 2011   | Игорь Сергеевич Кондрашёв      | 1948—      |                             | По совместительству |
| 4 октября 2011 — 9 февраля 2016    | Николай Михайлович Владимир    | 1947—      |                             | По совместительству |
| 15 февраля 2016 — 5 октября 2020   | Андрей Владимирович Будаев     | 1960—      | 28 сентября 2016            | По совместительству |
| 5 октября 2020 — 15 августа 2024   | Александр Николаевич Хохоликов | 1957—      | 4 марта 2021                | По совместительству |
| 26 сентября 2024 — настоящее время | Михаил Николаевич Леденёв      | 1962—      |                             | По совместительству |